# Jake Sullivan
Pour les articles homonymes, voir Sullivan.
Jacob Jeremiah Sullivan, dit Jake Sullivan, né le 28 novembre 1976 à Burlington dans le Vermont, est un avocat et haut-fonctionnaire américain démocrate, conseiller à la sécurité nationale des États-Unis auprès du président Joe Biden de 2021 à 2025.
Il était auparavant conseiller auprès d'Hillary Clinton durant sa campagne électorale en 2016.

## Biographie
Sullivan est né à Burlington (Vermont), dans une famille d'origine irlandaise et grandit à Minneapolis, dans le Minnesota. Son père travaille pour le Star Tribune et est professeur à l'école de journalisme et de communication de masse de l'université du Minnesota, et sa mère est conseillère d'orientation au lycée. Sullivan fréquente la Southwest High School de Minneapolis, où il obtient son diplôme en 1994. Il est  boursier de la Fondation Coca-Cola, champion du débat, président du conseil étudiant et est élu « le plus susceptible de réussir » dans sa classe.
Sullivan fréquente l'université Yale, où il s'est spécialisé en études internationales, en sciences politiques et reçoit le prix Alpheus Henry Snow. Il est intronisé à la Phi Beta Kappa, sa dernière année universitaire, et obtient son diplôme summa cum laude (avec distinction) en 1998 avec un Bachelor of arts. Sullivan remporte une bourse Rhodes pour entrer au Magdalen College (Oxford), où il étudie les relations internationales. Il a reçu un Marshall Scholarship (bourse) la même année mais l'a refusée en faveur des Rhodes. Alors qu'il est à Oxford, Sullivan exerce les fonctions de rédacteur en chef de l'Oxford International Review. Il est diplômé d'un Master of philosophy et d'un Juris Doctor de la Faculté de droit de Yale en 2003.
À Yale, il est rédacteur en chef du Yale Law Journal et du Yale Daily News. Il est membre de la Yale Debate Association et a obtient une bourse Truman au cours de sa première année. Il a également travaillé pour le président de la Brookings Institution, Strobe Talbott, au Centre de Yale pour l'étude de la mondialisation (Yale Center for the Study of Globalization).

## Carrière

### Débuts
Après avoir obtenu son diplôme de la faculté de droit, Sullivan travaille pour le juge Guido Calabresi de la Cour d'appel des États-Unis pour le deuxième circuit, puis pour le juge Stephen Breyer de la Cour suprême des États-Unis. Après ses stages, Sullivan retourne dans sa ville natale de Minneapolis pour pratiquer le droit chez Faegre & Benson et enseigne le droit en tant que professeur adjoint à l' Université de St. Thomas School of Law. Après Faegre & Benson, Sullivan travaille comme avocat en chef de la sénatrice Amy Klobuchar, qui l'a relié à Hillary Clinton.

### Administration Obama

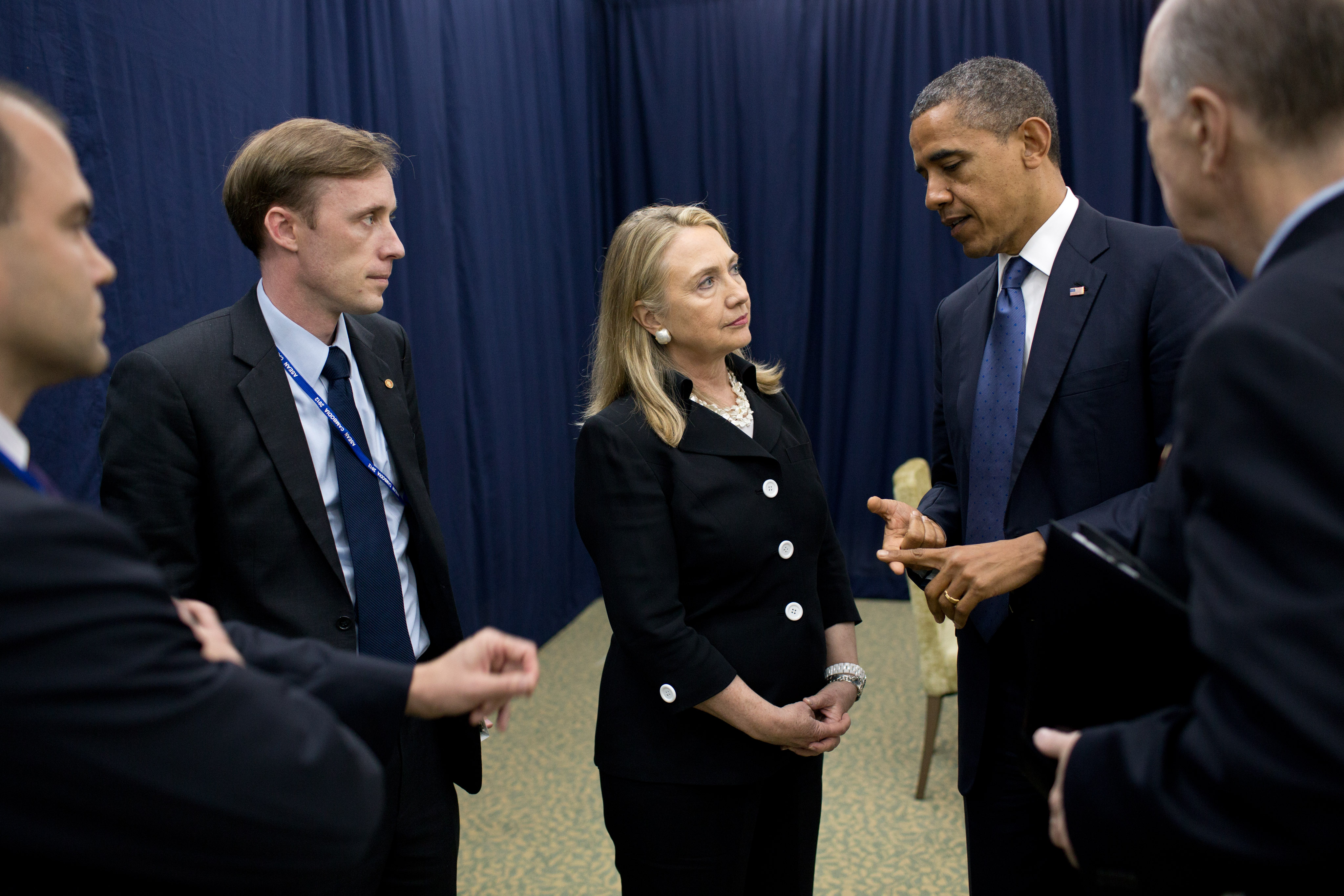
Sullivan, Hillary Clinton et Barack Obama en novembre 2012

En 2008, Sullivan est nommé conseiller d'Hillary Clinton lors du cycle primaire puis de Barack Obama lors de la campagne électorale générale. Il prépare Clinton et Obama pour les débats. Lorsque Clinton est devenue secrétaire d'État, Sullivan l'a rejointe en tant que chef de cabinet adjoint et directeur de la planification politique pour laquelle il voyage avec elle dans 112 pays.
Sullivan travaille dans l'administration Obama en tant qu'assistant adjoint du président et conseiller à la sécurité nationale du vice-président Joe Biden. Il devient le principal assistant de sécurité de Biden en février 2013 après que Clinton a démissionné de son poste de secrétaire d'État. Dans ces postes, il a joué un rôle dans l'élaboration de la politique étrangère américaine envers la Libye, la Syrie et la Birmanie.
Le 20 juin 2014, le New York Times indique que Sullivan quittera l'administration en août 2014 pour enseigner à la Yale Law School. À partir de 2020, il est chercheur principal non résident au Carnegie Endowment for International Peace.

### Négociations sur le nucléaire iranien
Article principal: Accord de Vienne sur le nucléaire iranien
En novembre 2013, l'Associated Press rapporte que des responsables de l'administration Obama ont été en contact secret avec des responsables iraniens tout au long de 2013 au sujet de la faisabilité d'un accord sur le programme nucléaire iranien. Le rapport indiquait que des responsables américains, dont le secrétaire d'État adjoint William J. Burns, le conseiller principal de la Maison-Blanche pour l'Iran, Puneet Talwar, et Sullivan, avaient secrètement rencontré leurs homologues iraniens au moins cinq fois face à face à Oman. Ces efforts ont ouvert la voie à l'Accord préliminaire de Genève sur le programme nucléaire iranien, connu officiellement sous le nom de Plan d'action conjoint, signé par l'Iran et les pays « P5+1 » à Genève, en Suisse, le 24 novembre 2013.
Depuis lors, Sullivan participe régulièrement à des consultations bilatérales avec l'Iran à Genève en tant que membre de la délégation américaine sur les négociations nucléaires iraniennes.

### Campagne présidentielle Clinton de 2016
Sullivan est le principal conseiller en politique étrangère d'Hillary Clinton lors de sa candidature à la présidence en 2016.
Il aurait été le seul cadre supérieur à avoir suggéré à plusieurs reprises que Clinton devrait passer plus de temps dans les « États bascules » (Swing states) du Midwest pendant la campagne électorale. L'échec surprenant de Clinton à gagner ces États a été un facteur clé de sa défaite. Sullivan joue un rôle important dans de nombreux courriels de Podesta publiés par WikiLeaks lors de l'élection présidentielle américaine de 2016, y compris lorsqu'il se demande si le plan 100 % d'énergie propre d'ici 2050 du candidat démocrate à la primaire Martin O'Malley était « réaliste. » Après l'élection, il avoue ressentir « un sens aigu de responsabilité » pour la défaite de Clinton. Le 24 mars 2022, l'ancien président Donald Trump a poursuivi de nombreuses personnes, dont Hillary Clinton et Jake Sullivan, alléguant un complot de la campagne d'Hillary Clinton pour inventer le scandale de collusion russe. La poursuite a été rejetée le 8 septembre 2022 et le 19 janvier 2023, un juge fédéral a imposé près d'un million de dollars de sanctions à Trump et à son avocate Alina Habba, qualifiant la poursuite de « complètement frivole. »

### Macro Advisory Partners etMicrosoft
Après son travail dans la campagne Clinton, Sullivan a rejoint Macro Advisory Partners, une société de conseil en risques, en janvier 2017; cela lui a rapporté au moins 135 000 $. Alors qu'il est au cabinet de conseil basé à Londres, il conseille un certain nombre d'entreprises, dont Uber. À la suite de la campagne de Clinton, il rejoint l'École Carsey de politique publique à l'université du New Hampshire comme maître de recherche de la faculté.
Entre 2017 et mai 2020, Sullivan siège à un conseil consultatif pour Microsoft ; en 2020, il est payé 45 000 $ pour ce travail. Compte tenu de son rôle dans l'élaboration de la politique américaine de cybersécurité au sein de l'administration Biden, y compris la supervision de la réponse du gouvernement à la cyberattaque de janvier contre Microsoft , des inquiétudes ont été soulevées quant aux conflits d'intérêts potentiels.

### Administration Biden

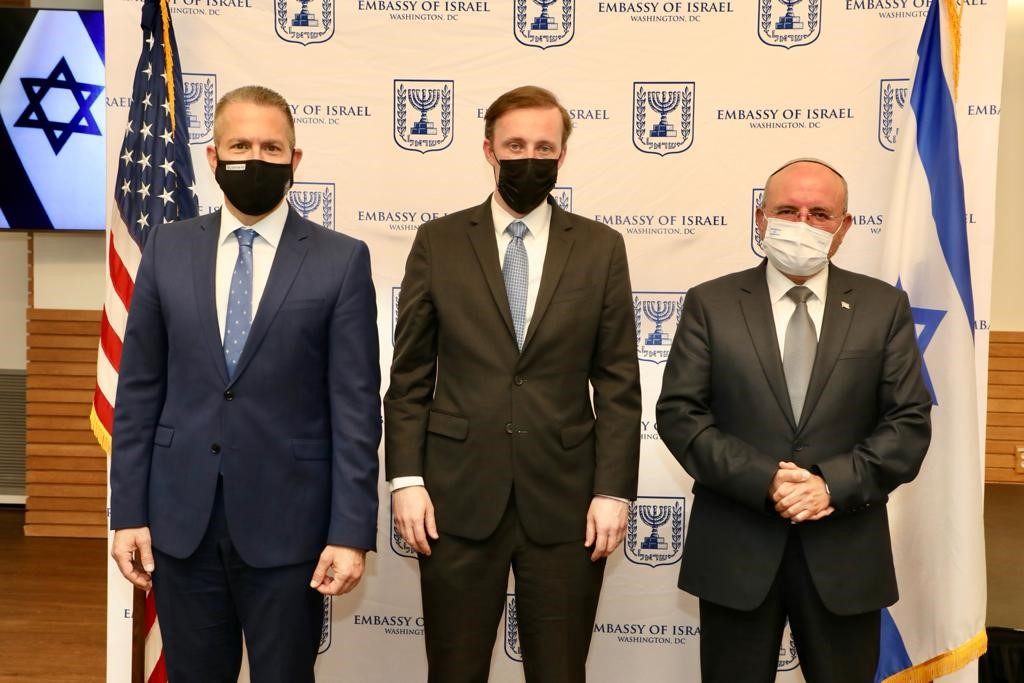
Sullivan avec le conseiller à la sécurité nationale d'Israël Meir Ben-Shabbat et l'ambassadeur d'Israël Guilad Erdan en avril 2021

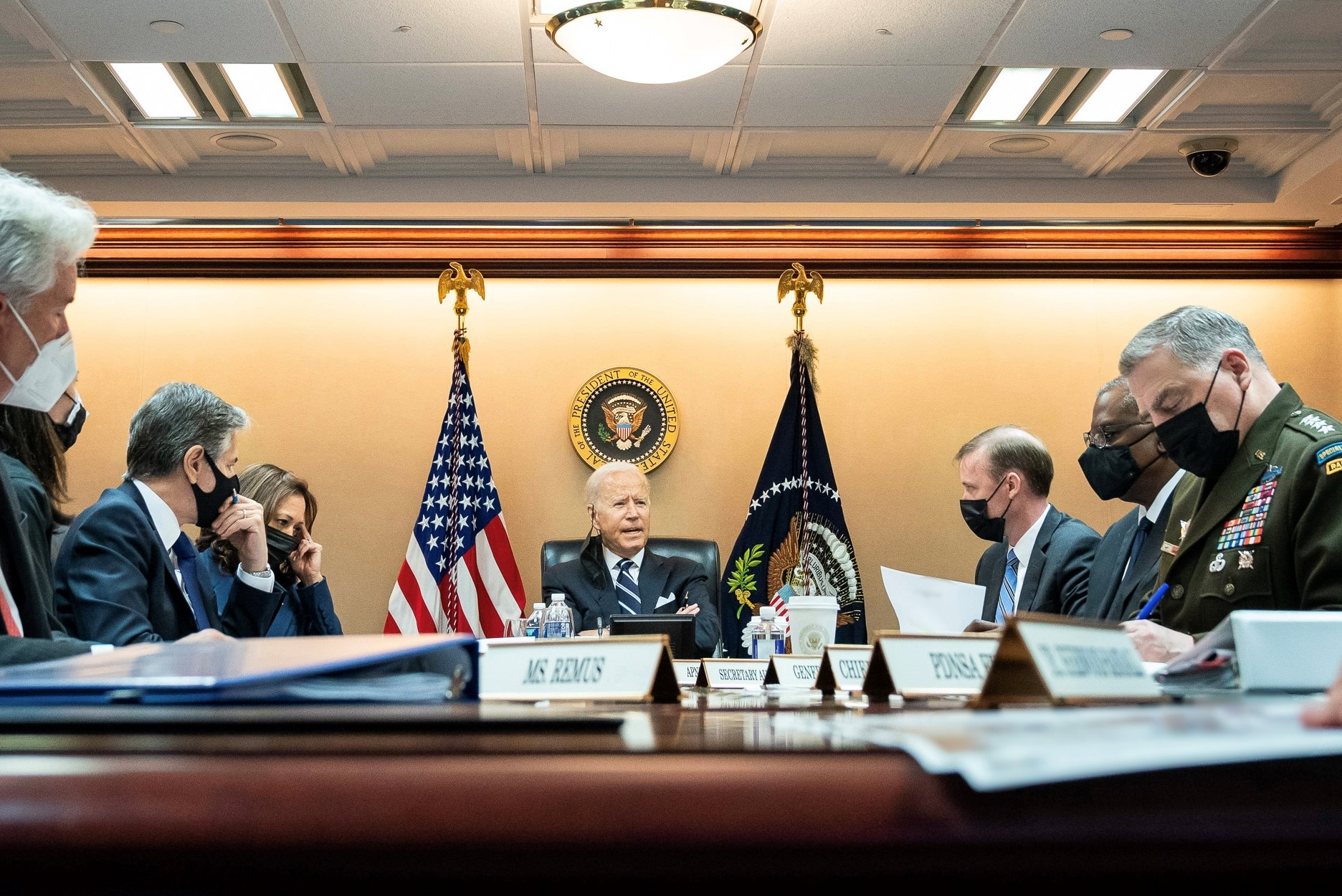
Sullivan assis avec le président Joe Biden, la vice-présidente Kamala Harris et l'équipe de sécurité nationale des États-Unis, le 18 août 2021

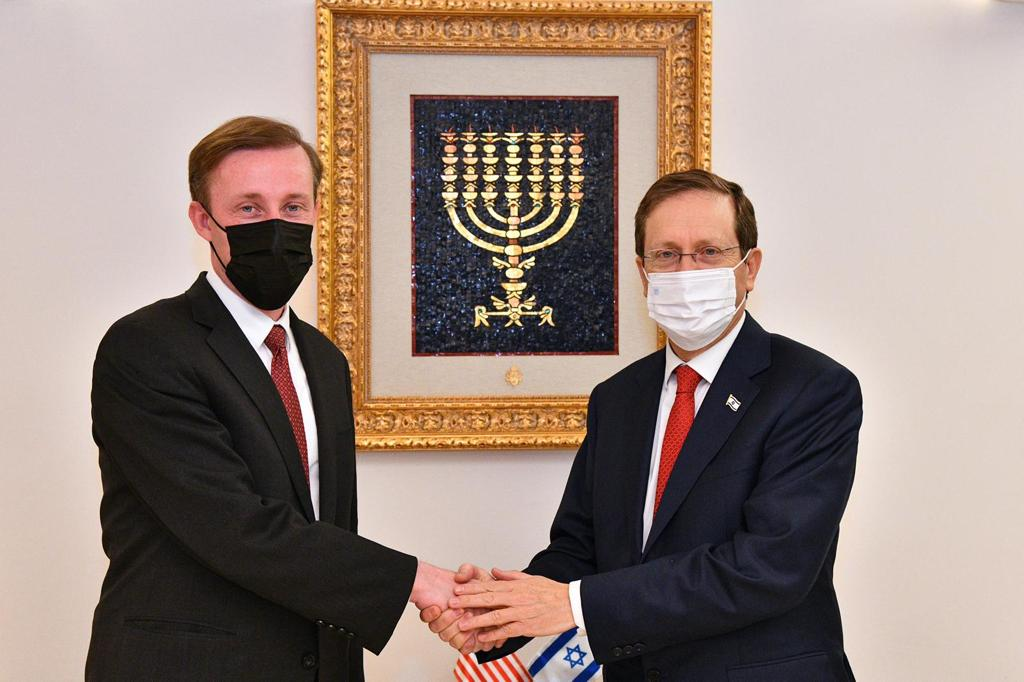
Sullivan avec le président israélien Isaac Herzog, 22 décembre 2021

Le 22 novembre 2020, Sullivan est annoncé comme le choix du président élu Joe Biden pour être conseiller à la sécurité nationale. Lors de sa nomination, Sullivan a déclaré que les premières priorités du Conseil de sécurité nationale (NSC) de Biden sont la pandémie de COVID-19, « la restructuration du NSC pour faire de la santé publique une priorité permanente de la sécurité nationale », et les relations avec la Chine. Il souligne également que l'administration Biden visait à réparer les relations américaines avec des alliés qu'il considérait comme endommagées sous l'administration Trump.
L'un des thèmes de Sullivan dans le travail est de relier les actions américaines sur la scène mondiale à la vie et au bien-être des Américains ordinaires, avec le mantra « d'une politique étrangère pour la classe moyenne. »
Après la chute de Kaboul aux mains des talibans, Sullivan déclare que l'effondrement du gouvernement afghan s'est produit parce qu'« en fin de compte, malgré le fait que nous ayons dépensé 20 ans et des dizaines de milliards de dollars pour donner le meilleur équipement, la meilleure formation et la meilleure capacité aux forces de sécurité nationales afghanes, nous ne pouvions pas leur donner la volonté et ils ont finalement décidé qu'ils ne se battraient pas pour Kaboul et qu'ils ne se battraient pas pour le pays. » Cependant, Brett Bruen, directeur d'engagement global de la Maison-Blanche d'Obama a réclamé son renvoi au-dessus de son rôle dans l'affaire.
Le 28 septembre 2021, Sullivan rencontre en Arabie saoudite le prince héritier saoudien Mohammed ben Salmane pour discuter de la crise énergétique mondiale de 2021 et de l'intervention menée par l'Arabie saoudite au Yémen. Ils ont également discuté de l'accord potentiel pour normaliser les relations entre Israël et l'Arabie saoudite.
Le 6 octobre 2021, une réunion de haut niveau entre Sullivan et le haut diplomate chinois, Yang Jiechi, membre du Politburo du PCC, à Zurich , en Suisse, s'est concentrée sur un certain nombre d'aspects controversés des relations sino-américaines, notamment l'existence de Taïwan, les différends commerciaux, le COVID -19, ainsi que les libertés civiques à Hong Kong. Malgré les divergences persistantes entre les deux nations sur ces questions, les deux parties sont convenues de poursuivre leur coopération « dans un esprit de compétition loyale et pacifique ».
Le 25 octobre 2021, Sullivan est informé par des responsables du Pentagone de la gamme complète d'options militaires pour s'assurer que la République islamique d'Iran ne serait pas en mesure de produire une arme nucléaire.
Le 7 novembre 2021, Sullivan déclare que les États-Unis ne poursuivent plus le changement de système en Chine, marquant une rupture nette avec la politique chinoise poursuivie par les administrations américaines précédentes. Sullivan  déclare que les États-Unis ne cherchent pas une nouvelle guerre froide avec la Chine, mais recherchent un système de coexistence pacifique.

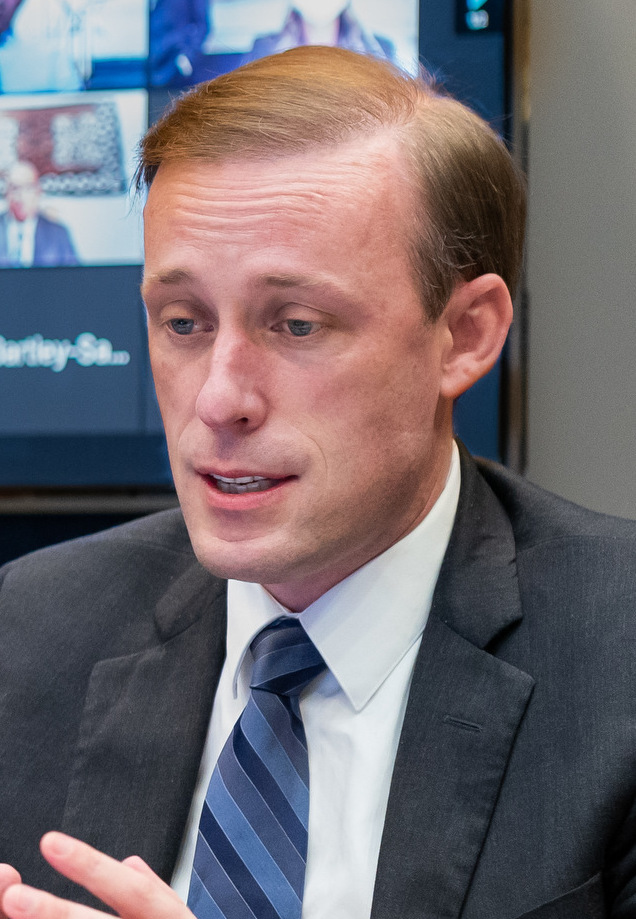
Jake Sullivan en 2021.

Le 7 décembre 2021, Sullivan avertit que le projet de gazoduc russe Nord Stream 2 prendrait fin en cas d'invasion russe de l'Ukraine.
Le 14 janvier 2022, Sullivan accuse la Russie d'avoir envoyé des saboteurs en Ukraine pour organiser « une opération sous fausse bannière » qui créerait un prétexte pour que la Russie envahisse l'Ukraine. Le ministre russe des Affaires étrangères, Sergueï Lavrov, a rejeté l'affirmation américaine comme une « désinformation totale. »
Le 11 février 2022, Sullivan met publiquement en garde contre la probabilité d'une invasion russe de l'Ukraine avant la fin des Jeux olympiques d'hiver de 2022, exhortant tous les Américains à quitter l'Ukraine immédiatement et indiquant qu'il n'y aurait « aucune perspective d'évacuation militaire américaine » une fois l'invasion commencée. Il affirme que « la Russie dispose de toutes les forces dont elle a besoin pour mener une action militaire majeure. » Le président ukrainien Volodymyr Zelensky déclare que les avertissements d'une invasion russe imminente « provoquaient la panique et n'aidaient pas » et a demandé des preuves solides que la Russie prévoyait d'envahir l'Ukraine.
Le 13 mars 2022, Sullivan a mis en garde contre une réponse à part entière de l'OTAN si la Russie attaquait une partie du territoire de celui-ci.
Le 14 mars 2022, il avertit la Chine qu'elle ferait face à des conséquences si elle aidait la Russie à échapper aux sanctions,.
En 2023, avec la guerre de Gaza, il déclare : « Protéger les civils à Gaza est une nécessité morale et stratégique ».

## Vie privée
Sullivan est marié à Margaret Goodlander, officier du renseignement de la Réserve navale des États-Unis, auparavant conseillère des sénateurs Joe Lieberman et John McCain et assistante juridique du procureur général des États-Unis Merrick Garland et du juge à la Cour suprême Stephen Breyer.
Fin avril 2023, un inconnu serait entré dans la maison de Sullivan dans le West End au milieu de la nuit, mais serait parti avant que les agents des services secrets ne soient alertés.